# Cradactis variabilis
Cradactis variabilis är en havsanemonart som beskrevs av Edward Hargitt 1911. Cradactis variabilis ingår i släktet Cradactis och familjen Aliciidae. Inga underarter finns listade i Catalogue of Life.